# Hästtjärnen (Indals socken, Medelpad)
Hästtjärnen är en sjö i Sundsvalls kommun i Medelpad och ingår i Selångersåns huvudavrinningsområde. Hästtjärnen ligger i Övre Sulån Natura 2000-område.